# Dorin Rusu
Dorin Andrei Rusu (* 30. November 1998 in Rădăuți) ist ein rumänischer Leichtathlet, der im Mittel- und Langstreckenlauf an den Start geht.

## Sportliche Laufbahn
Erste internationale Erfahrungen sammelte Dorin Rusu im Jahr 2014, als er bei den Jugend-Balkan-Meisterschaften in Sliwen in 8:57,19 min den fünften Platz im 3000-Meter-Lauf belegte. Im Jahr darauf gewann er bei den Jugend-Balkan-Meisterschaften in Sremska Mitrovica in 8:41,86 min die Silbermedaille und anschließend erreichte er bei den Jugendweltmeisterschaften in Cali das Finale, konnte dort aber sein Rennen nicht beenden. Im Dezember wurde er bei den Crosslauf-Europameisterschaften in Hyères nach 18:16 min 24. im U20-Rennen. 2016 erreichte er bei den U20-Weltmeisterschaften in Bydgoszcz mit 30:22,17 min Rang 21 im 10.000-Meter-Lauf und bei den Crosslauf-Europameisterschaften in Chia wurde er nach 17:52 min 19. im U20-Rennen. Im Jahr darauf siegte er in 3:50,30 min im 1500-Meter-Lauf bei den U20-Balkan-Hallenmeisterschaften in Istanbul und kurz darauf belegte er bei den Balkan-Hallenmeisterschaften in Belgrad in 3:48,13 min den vierten Platz. Im März wurde er bei den Crosslauf-Weltmeisterschaften in Kampala nach 26:33 min 60. im U20-Rennen und Anfang Juli siegte er bei den U20-Balkan-Meisterschaften in Pitești in 14:27,10 min im 5000-Meter-Lauf. Anschließend siegte er bei den U20-Europameisterschaften in Grosseto in 31:08,86 min über 10.000 Meter und sicherte sich dort zudem in 14:46,07 min die Bronzemedaille über 5000 Meter. Im Dezember lief er bei den Crosslauf-Europameisterschaften in Šamorín nach 18:52 min auf dem zwölften Platz im U20-Rennen ein. 2018 belegte er bei den Balkan-Hallenmeisterschaften in Istanbul in 3:54,47 min den vierten Platz über 1500 Meter und im Juli gelangte er bei den Freiluftmeisterschaften in Stara Sagora mit 3:50,10 min auf Rang sieben. Im Dezember kam er dann bei den Crosslauf-Europameisterschaften in Tilburg im U23-Rennen nicht ins Ziel.
2019 gewann er bei den Balkan-Hallenmeisterschaften in Istanbul in 3:44,26 min die Silbermedaille über 1500 Meter hinter dem Serben Elzan Bibić. Anschließend kam er bei den Halleneuropameisterschaften in Glasgow mit 3:57,72 min nicht über den Vorlauf hinaus. Im Juli belegte er bei den U23-Europameisterschaften in Gävle in 28:59,47 min den siebten Platz über 10.000 Meter und über 5000 Meter musste er sein Rennen vorzeitig beenden. Im Dezember lief er bei den Crosslauf-Europameisterschaften in Lissabon nach 26:12 min auf dem 56. Platz im U23-Rennen ein. 2022 belegte er bei den Balkan-Meisterschaften in Craiova in 8:20,71 min den vierten Platz über 3000 Meter und gelangte mit 14:24,79 min auf Rang neun über 5000 Meter. 2024 gewann er bei den Balkan-Meisterschaften in Izmir in 8:08,29 min die Bronzemedaille über 3000 Meter hinter dem Österreicher Sebastian Frey und David Nikolli aus Albanien.
In den Jahren 2018, 2019 und 2021 wurde Rusu rumänischer Meister im 1500-Meter-Lauf im Freien sowie von 2017 bis 2019 auch in der Halle. Zudem wurde er 2017 und 2018 sowie 2023 und 2024 Hallenmeister über 3000 Meter.

## Persönliche Bestleistungen
- 800 Meter: 1:49,89 min, 5. Juni 2021 in Cluj-Napoca
  - 800 Meter (Halle): 1:51,46 min, 6. Februar 2021 in Bukarest
- 1500 Meter: 3:42,67 min, 30. Juni 2018 in Brüssel
  - 1500 Meter (Halle): 3:44,26 min, 16. Februar 2019 in Istanbul
- 3000 Meter: 8:20,71 min, 19. Juni 2022 in Craiova
  - 3000 Meter (Halle): 8:07,96 min, 4. Februar 2018 in Bukarest
- 5000 Meter: 14:03,85 min, 25. Mai 2019 in Oordegem
- 10.000 Meter: 28:59,47 min, 11. Juli 2019 in Gävle